# Стась-Склярова Тетяна Миколаївна
Тетяна Миколаївна Стась-Склярова (13 жовтня 1909, Одеса — дата смерті невідома) — українська радянська скульпторка; членкиня Спілки радянських художників України.

## Біографія
Народилася 13 жовтня 1909 року в місті Одесі (нині Україна). 1932 року закінчила Одеський художній інститут, де навчалася у Петра Мітковіцера, Григорія Теннера.
Мешкала в Одесі в будинку на вулиці Чижикова, № 99, квартира № 2.

## Творчість
Працювала у галузі станкової скульптури. Серед робіт:
- «Воротар» (1936);
- «Льотчиця з сином» (1938);
- «Хлопчик з бичками» (1947);
- «Майстер спорту СРСР Ніна Думбадзе» (1952);
- «Михайло Калінін» (1964).

Брала участь у республіканських виставках з 1937 року, всесоюзних — з 1939 року.